# Kawabe
Kawabe (川辺町, Kawabe-chō) est un bourg du district de Kamo, dans la préfecture de Gifu, au Japon.

## Géographie

### Démographie
Au 1er mai 2014, la population de Kawabe s'élevait à 10 278 habitants répartis sur une superficie de 41,18 km2.